# Nova Jošava
Nova Jošava es una localidad de Croacia situada en el municipio de Orahovica, en el condado de Virovitica-Podravina. Según el censo de 2021, tiene una población de 152 habitantes.

## Demografía
| Gráfica de población de Nova Jošava 1857-2021                      |
|                                                                    |
| Según los censos de población de la Oficina de Estadísticas Croata |